# 한국문학번역원
재단법인 한국문학번역원(韓國文學飜譯院, Literature Translation Institute of Korea)은 한국문학 번역출판지원, 전문번역가 양성, 한국문학 해외교류 사업 등을 통하여 한국문학 해외 선양에 기여하고, 문학창작 활성화를 도모하기 위하여 2005년 7월 28일 설립된 문화체육관광부 소관의 특수법인으로 기타공공기관으로 지정되어 있다. 서울특별시 강남구 영동대로112길 32(삼성동)에 위치하고 있다.

## 설립 근거
- 문학진흥법[1]

## 주요 업무
한국문학 세계화의 선두에 서서 한국문학작품의 번역 및 출판지원, 한국문학과 관련된 국제 교류사업의 기획 추진과 함께 번역 전문 인력의 발굴과 육성, 번역연구 및 정책수립, 한국 출판계의 해외 진출 지원 등 다양한 사업을 전개하고 있다.

## 주요 사업
한국문학의 발전과 국제화에 이바지하고 문화선진국인 한국을 만들어 나간다. 이를 위해 다음 분야의 사업을 추진한다

### 번역지원사업
- 문학, 인문사회, 아동· 청소년 소설, 장르문학 등 다양한 장르의 도서 번역을 지원한다. 번역가가 자유로이 작품을 선정하는 자유공모 방식으로 운영하고 있다.

### 출판지원사업
- 한국도서의 저작권을 수입하여 번역 출간 예정인 해외출판사를 대상으로 출판 비용을 지원한다.

### 해외교류사업
- 세계문학과 소통하는 한국문학을 위해 해외 주요 문학거점도시 한국문학 행사 개최, 해외교류 기획사업, 프랑크푸르트 도서전, 런던 도서전 등 주요 도서전 참가 외에 해외 주요 문학축제 한국작가 파견 및 해외작가/언론인 초청 등 다양한 국내외 교류행사를 진행하고 있다.
- 해외독자 대상 한국문학 독후감대회: 해외 대학 한국학과, 현지 출판사 및 한국문화원 등과 협력하여 독후감대회를 실시하고 우수한 독후감에 대해 시상한다. 또한, 각 국 1등 수상자의 독후감을 모아 해외독자대상 독후감대회 자료집을 매년 말 발행하고 있다.
- 해외 원어민번역가 초청 레지던스 프로그램: 한국문학 번역의 질적 제고를 위해 해외에 거주하는 한국문학 번역가와 연구자를 한국에 초청하여 작가와의 만남, 문학기행, 번역가 세미나 등 다양한 번역 연구 활동을 지원한다.

### 국내교류사업
- 서울국제작가축제: 한국작가와 세계 여러 나라의 작가들이 한 데 어우러져 문학을 통해 소통하고, 교류하는 <서울국제작가축제>를 격년제로 개최한다.
- 한국문학 번역출판 국제워크샵: 2002년 1회 워크숍 개최를 시작으로 국내․외 출판인, 문인, 번역가, 에이전트 등 한국문학 해외소개와 관련된 여러 분야의 전문인이 발제자로 참여해 한국문학의 번역과 출판에 관한 전망과 과제를 논의하고 토론한다.
- 한국문학번역상: 전년도 1월 1일부터 12월 31일까지 일 년 동안 외국어로 번역되어 해외 출판사에서 단행본으로 출간된 한국의 현대 ․ 고전 문학작품(집)을 심사 대상으로 하여, 최종으로 뽑힌 총 4편을 시상한다.
- 한국문학번역신인상: 영어, 프랑스어, 독일어, 스페인어, 러시아어, 중국어, 일본어의 7개 언어를 대상으로 지정작품(서양어권 / 동양어권 각각)을 두고 응모한 번역원고에 대한 심사를 통해 수상자를 선정한다.

### 번역 아카데미
- 한국문학을 세계에 널리 알릴 우수한 번역인력 양성을 위해 번역아카데미는 ‘정규과정’, ‘특별과정’, ‘번역아틀리에’ 총 3개의 과정을 통해 번역실습과 더불어 한국문학특강, 작가와의 공동번역작업, 문학기행 등 번역 전문성 강화를 위한 체계적인 교과과정을 제공하고 있다.
- 정규과정: 한국문학과 문화번역에 관심이 많은 내·외국인을 대상으로 운영되는 2년제 과정으로써 영어, 프랑스어, 독일어, 스페인어, 러시아어의 총 5개 언어 과정을 개설하여 예비번역가가 전문번역가로 도약할 수 있는 발판을 제공하고 있다.
- 특별과정: 한국문학과 문화 번역에 관심은 있으나 주간에 강의 참석이 어려운 일반인과 학생을 대상으로 야간에 운영되는 특별과정은 1년제 과정이며, 영어, 프랑스어, 독일어, 스페인어, 러시아어, 중국어, 일본어 총 7개 언어 과정을 운영한다.
- 번역 아틀리에: 번역아카데미 우수 수료자를 번역가로 선발하여 한국문학텍스트에 대한 심도 깊은 번역 실습을 중점으로 언어권별 세미나를 진행하고, 전문번역가로서 완성도 높은 고급 변역결과물을 생산할 수 있도록 지식과 경험습득의 기회를 제공한다.
- 해외 유수대학 번역실습 워크샵: 한국어/한국문학 과정이 개설되어 있는 해외 대학과 연계하여, 한국문화 및 문학에 관심 있는 현지 대학생 및 대학원생을 대상으로 한국문학 전문 번역실습 수업과 워크샵을 실시한다.

### 번역전문도서관
- 세계 곳곳에서 번역출간된 한국문학 번역서지정보, E-Book을 중심으로 한국문학 작가의 다양한 언어로 된 작가소개내용, 해외문학행사 정보, 외신 보도자료 등을 제공하는 세계 유일의 한국문학 다국어 콘텐츠 아카이브(전자도서관)를 운영한다. (http://library.ltikorea.or.kr)

### 출판부
- 한국문학 해외소개 외국어 잡지, 번역아카데미 교육교재 등 기관에서 발행하는 간행물의 교정, 편집, 출판, 배포 업무를 담당한다. 또한, 상업성이 낮아 해외시장 진출이 어려운 한국문학, 고전, 인문도서 등의 해외 출간과 외국 문학작품의 한국어 출간 업무를 수행한다.

## 연혁
- 1996년 5월 6일: 재단법인 한국문학번역금고 설립
- 2001년 3월 2일: 재단법인 한국문학번역으로 조직 확대출범, 초대 박환덕 원장 취임
- 2003년 4월 11일: 제2대 진형준 원장 취임
- 2005년 9월 27일: 한국문학번역원으로 명칭 변경(특수 법인)
- 2005년 1월 27일: 문화예술진흥법 개정안 공포(한국문학번역원 법정기관화 명시)
- 2006년 4월 11일: 제3대 윤지관 원장 취임
- 2009년 1월 7일: 제4대 김주연 원장 취임
- 2010년 3월 17일: 기관 근거법령 이관(출판문화산업진흥법 제 20조 2.)
- 2012년 2월 7일: 제5대 김성곤 원장 취임
- 2015년 2월 17일: 제6대 김성곤 원장 취임
- 2018년 3월 5일: 제 7대 김사인 원장 취임
- 2021년 5월: 제8대 곽효환 원장 취임

## 조직

### 한국문학번역원
- 이사회
- 한국문학번역아카데미
- 번역전문도서관

#### 해외사업본부
- 해외사업1팀(번역출판 지원)
- 해외사업1팀(해외교류 지원)

#### 경영지원본부
- 경영관리팀
- 전산관리팀

#### 문학진흥본부
- 문학기반팀
- 문학향유팀

#### 번역교육본부
기획협력실

## 참고자료
| 연도 | 연도별 번역지원현황 | 연도별 번역지원현황 | 장르별 번역지원현황 | 장르별 번역지원현황 | 장르별 번역지원현황 | 장르별 번역지원현황 | 장르별 번역지원현황 | 합계  |
| ---- | ------------------- | ------------------- | ------------------- | ------------------- | ------------------- | ------------------- | ------------------- | ----- |
| 연도 | 번역언어            | 지원건수            | 현대                | 현대                | 현대                | 아동                | 인문/사회(고전)     | 합계  |
| 연도 | 번역언어            | 지원건수            | 소설                | 시                  | 기타(수필,희곡 등)  | 아동                | 인문/사회(고전)     | 합계  |
| 2001 | 18                  | 68                  | 35                  | 20                  | 1                   | 1                   | 11(10)              | 68    |
| 2002 | 14                  | 38                  | 24                  | 10                  | 1                   | 0                   | 3(3)                | 38    |
| 2003 | 17                  | 45                  | 26                  | 7                   | 2                   | 1                   | 9(9)                | 45    |
| 2004 | 12                  | 46                  | 23                  | 10                  | 2                   | 0                   | 11(10)              | 46    |
| 2005 | 18                  | 57                  | 33                  | 7                   | 2                   | 0                   | 15(9)               | 57    |
| 2006 | 20                  | 69                  | 29                  | 11                  | 0                   | 1                   | 28(14)              | 69    |
| 2007 | 17                  | 98                  | 58                  | 14                  | 0                   | 0                   | 26(9)               | 98    |
| 2008 | 14                  | 41                  | 26                  | 6                   | 0                   | 0                   | 9(2)                | 41    |
| 2009 | 16                  | 80                  | 44                  | 10                  | 1                   | 16                  | 9(2)                | 80    |
| 2010 | 13                  | 115                 | 58                  | 13                  | 3                   | 18                  | 23(6)               | 110   |
| 2011 | 14                  | 105                 | 57                  | 8                   | 0                   | 22                  | 18(2)               | 105   |
| 2012 | 14                  | 92                  | 60                  | 4                   | 0                   | 9                   | 19(1)               | 91    |
| 2013 | 17                  | 81                  | 42                  | 14                  | 0                   | 6                   | 19(4)               | 82    |
| 2014 | 22                  | 107                 | 63                  | 14                  | 2                   | 6                   | 23(6)               | 111   |
| 2015 | 17                  | 142                 | 86                  | 20                  | 1                   | 4                   | 31(7)               | 161   |
| 2016 | 22                  | 184                 | 80                  | 22                  | 2                   | 13                  | 67(26)              | 31    |
| 2017 | 23                  | 146                 | 85                  | 22                  | 7                   | 5                   | 27(11)              | 146   |
| 2018 | 19                  | 118                 | 89                  | 13                  | 5                   | 2                   | 9(1)                | 118   |
| 2019 | 19                  | 81                  | 66                  | 8                   | 2                   | 2                   | 3(1)                | 81    |
| 합계 | 38                  | 1,714               | 984                 | 233                 | 31                  | 106                 | 360(133)            | 1,714 |

※ 고전은 인문/사회 도서로 분류되어 통계가 제공된다.
 최종 업데이트: 2019.9.

## 한국문학번역원 Channel 안내
- 포탈사이트 (국문)www.ltikorea.or.kr (영문)ltikorea.org 보관됨 2016-03-13 - 웨이백 머신
- 한국문학번역원 전자도서관
- 한국문학 소개 영문 계간지 Korean Literature Now 보관됨 2019-05-03 - 웨이백 머신
- 한국문학번역원 번역아카데미
- 서울국제작가축제
- 페이스북
- 블로그
- 유튜브 동영상